# Magyar Cserkészlány Szövetség

## Történelem világszerte és Magyarországon
1909 – Londonban, a Kristály Palotában nagy felvonulást rendeznek a cserkészek Robert Baden-Powell („Bi-Pi”) tiszteletére. Mindenki meglepetésére egy cserkészlány csoport is felvonul a fiúcsapatok után. Bi-Pi felkéri testvérét, Agnest, lépjen a mozgalom élére és szervezze meg. Így indul a cserkészlány munka.
1910 – Agnes Baden-Powell elnöknő vezetésével megalakul az Angol Cserkészlány Szövetség.
1912 – Agnes Baden-Powell kiadja a cserkészlány munkatervet. Az angol leánycserkészeket „guide”-oknak nevezik, de a munkaterv sokban ugyanaz, mint a fiúcserkészeké: csomózás, elsősegély, térképészet, főzés szabadtűzön. Lányok tehát először Angliában cserkészkednek. A mozgalom azonban lassan átlépi Anglia határait. Ami kevés nemzetközi kapcsolat kialakul a világ leánycserkészei között, az az első világháború kitörésével megszakad.
1919 – Olave Baden-Powell (Bi-Pi felesége) elvállalja az angol cserkészlányok vezetését. Megszervezi a Cserkészlányok Nemzetközi Tanácsát (International Council). Az I. világháború után újra megkeresik egymást a világ cserkészlányai. Magyarországon ebben a második időszakban indul el a mozgalom.
1920 – Oxfordban, Angliában megszervezik a Cserkészlányok Nemzetközi Tanácsának első közgyűlését.
1922 – Angliában megtartják a 2. Cserkészlány Találkozót. A magyar cserkészlányok ezen a találkozón már képviseltetik magukat. A Magyar Cserkészlány Intéző Bizottságot beválasztják a Cserkészlányok Nemzetközi Tanácsába.
1923 – Megalakul a Magyar Cserkészlány Szövetség.
1924 – Foxlease-ben, Angliában megrendezik az első Cserkészlány Világtábort a Cserkészlányok Nemzetközi Tanácsának 3. közgyűlése keretében.
1928 – Parádon Magyarországon rendezik a Cserkészlányok Nemzeti Tanácsának 5. közgyűlését, 300 résztvevővel, 26 nemzet képviseletével. Ez volt az első közgyűlés, amit nem angol nyelvterületen rendeztek. Ekkor alakult meg hivatalosan a Cserkészlány Világszövetség (World Association of Girl Guides and Girl Scouts), tehát a Magyar Cserkészlány Szövetség alapító tagja a Világszövetségnek. Lindenmeyer Antóniát, a magyar cserkészlányok vezetőjét beválasztják a Világszövetség kilenctagú elnöki tanácsába.
1930 – Olave Baden-Powellt a világ leány főcserkészévé választják.
1938 – Lord Baden-Powell kiadja a Cserkészlány Kézikönyvet (Girl Guiding), amelyben elismeri a mozgalom eredményeit.
1939 – A cserkészlány mozgalom egyre jobban erősödik világszerte. A Cserkészlány Világszövetség úgy érzi, hogy elérkezett az ideje egy cserkészlány világtábornak. Az 1933-as gödöllői találkozó átható sikerének és a magyar cserkészlányok jó hírnevének köszönhető, hogy a Pax Ting Világtábor rendezésével Magyarországot bízzák meg. A Pax Tingon több mint 4000 cserkészlány vett részt. A mai napig a Pax Ting volt a világ cserkészlányainak legnagyobb találkozója.
1948 – A kommunista országokban betiltják a cserkészmozgalmat, így a Magyar Cserkészlány Szövetség sem működhet tovább hivatalosan.
1957 – Windsorban, Angliában a 3. Cserkészlány Világtábort Bi-Pi születésének 100-ik évfordulója alkalmával. Lady Baden-Powell haláláig rendszeresen látogatta a világ minden táján élő cserkészlányokat.
1989 – A rendszerváltással újra alakul a Magyar Cserkészlány Szövetség.
1994 – Bangkokban, a 33. nemzetközi cserkésztalálkozón először választanak be egy cserkészlány-vezetőt a Világcserkészet Elnökségi Bizottságába, Jocelyn Gondrin francia hölgy személyében.

## Jelenlegi helyzet
A Magyar Cserkészlány Szövetség utolsó nyilvánosan elérhető beszámolója a 2017. évi, amelyet 2018 júniusában nyújtott be a Fővárosi Törvényszéknek.

## A fogadalom szövege
Én, XY fogadom, hogy híven teljesítem kötelességeimet,
amelyekkel Istennek/Lelkiismeretemnek, hazámnak és embertársaimnak tartozom.
Minden lehetőt megteszek, hogy másoknak segítsek.
Ismerem a cserkésztörvényt, és azt mindenkor megtartom.

## Cserkészlány törvények
A cserkészlány
1. egyeneslelkű és feltétlenül igazat mond.
2. híven teljesíti kötelességeit.
3. ahol tud, segít.
4. minden cserkészt testvérének tekint.
5. másokkal szemben gyöngéd, önmagával szemben szigorú.
6. szereti a természetet, jó az állatokhoz, kíméli a növényeket.
7. vezetőivel készségesen és tevékenyen működik együtt.
8. vidám és meggondolt.
9. takarékos.
10. testben és lélekben tiszta.

## A kiscserkészlányok ígérete
„Én, XY ígérem, hogy hűséges leszek Istenhez/Lelkiismeretemhez és hazámhoz.
Igyekszem feladataimat jól végezni, mindenkinek segíteni,
testemet, lelkemet tisztán tartani.”

## Kiscserkészlány törvények
A kiscserkészlány
1. híven teljesíti kötelességeit
2. ahol tud, segít és örömet okoz
3. testét, lelkét tisztán tartja
4. szereti és védi a természetet

## Külső hivatkozások
- cserkeszlanyok.hu – Magyar Cserkészlány Szövetség
- facebook.com/MCSLSZ
- wagggs.org World Association of Girl Guides and Girl Scouts (Cserkészlány Világszövetség)